# Daewoo Lanos
La Daewoo Lanos est une automobile de Daewoo Motors  fabriquée de 1997 à 2002. Elle était disponible en 3, 4 et 5 portes. Elle a succédé à la Daewoo Cielo.

## Photos

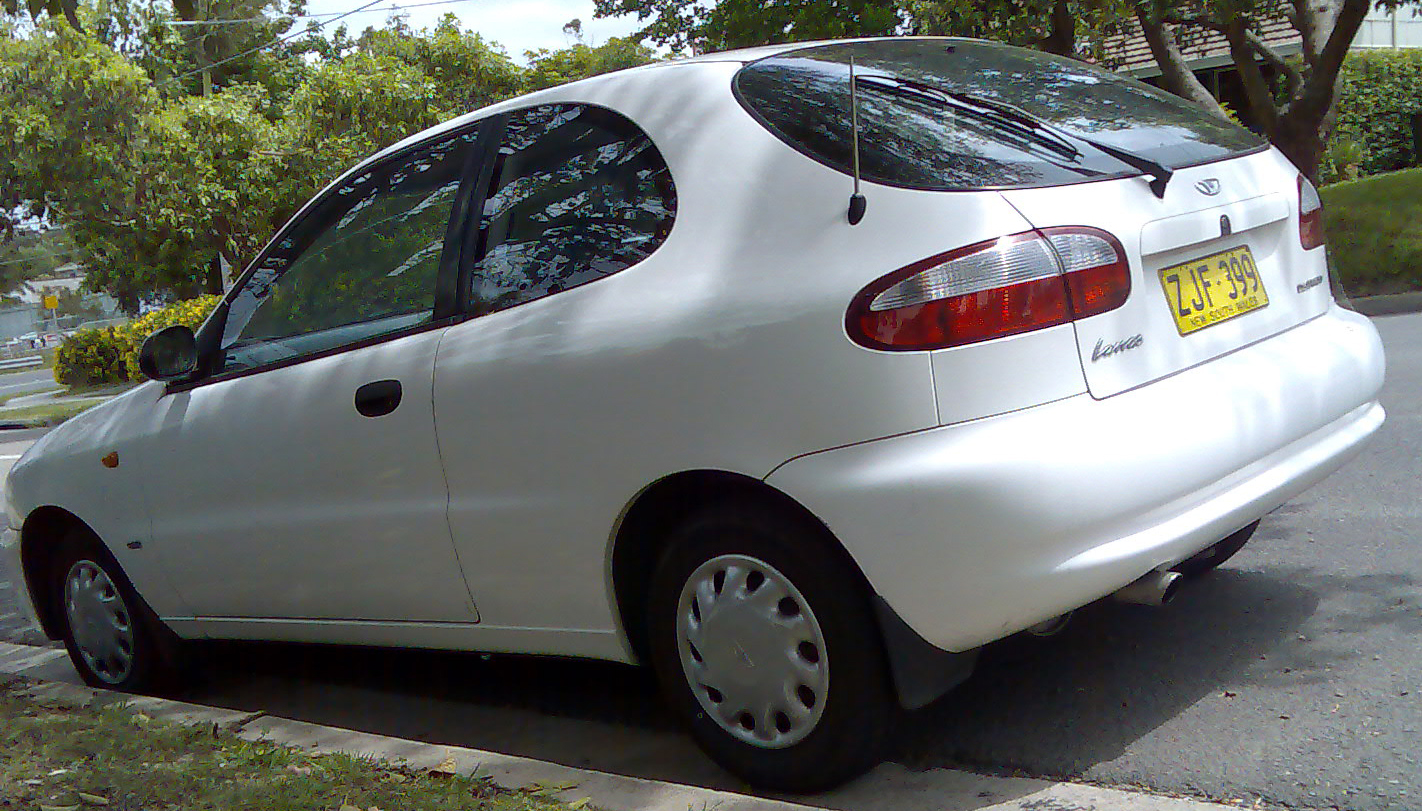
Daewoo Lanos 3 portes

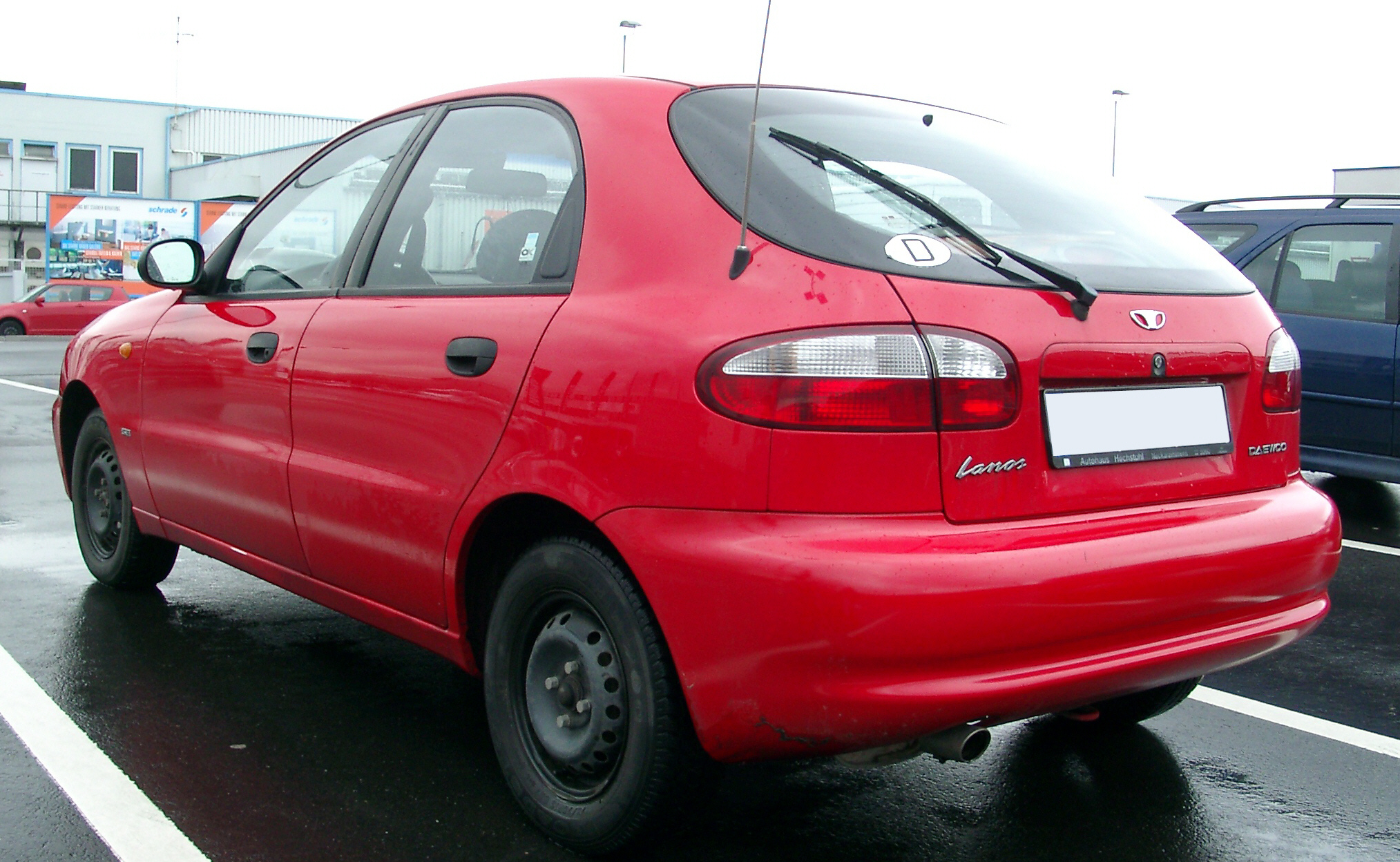
Daewoo Lanos 5 portes